# Christiane-Charlotte de Wurtemberg-Winnental
Christiane Charlotte de Wurtemberg-Winnental (20 août 1694 – 25 décembre 1729) est une princesse allemande de la famille de Wurtemberg-Winnental.

## Biographie
Née à Kirchheim unter Teck, elle est la fille de Frédéric-Charles de Wurtemberg-Winnental, et de sa femme Éléonore-Julienne de Brandebourg-Ansbach, la fille d'Albert II de Brandebourg-Ansbach.
Christine Charlotte est margravine de Brandebourg-Ansbach par le biais de son mariage avec son cousin Guillaume-Frédéric de Brandebourg-Ansbach, de la Maison de Hohenzollern. Elle devient régente de Ansbach à partir de la mort de son mari en 1723 jusqu'à la fin de la minorité de son fils aîné, Charles-Guillaume-Frédéric de Brandebourg-Ansbach, en 1729. Christiane et William Frederick ont deux autres enfants, Éléonore (1713-1714) et Frédéric Charles (1715-1716). Le Château de Bruckberg est utilisé comme l'un des « établissements d'enseignement » de ses fils. Elle est morte à Ansbach, en 1729 et est maintenant enterré dans le caveau des margraves de l'église St Gumbertus à Ansbach.